# Малокаховський бір
Малокахо́вський бір — заповідне урочище місцевого значення в Україні. розташований на території Каховського району Херсонської області, на захід від села Малокаховка. 
Площа 177 га. Статус присвоєно згідно з рішенням Херсонського облвиконкому від 19.08.1983 року № 441/16. Перебуває у віданні ДП «Каховське лісове господарство» (Новокаховське лісництво, квартали 6—7).